# 1799 au théâtre
| Années du théâtre : 1796 - 1797 - 1798 - 1799 - 1800 - 1801 - 1802    |
| Décennies du théâtre : 1760 - 1770 - 1780 - 1790 - 1800 - 1810 - 1820 |

## Événements
- 31 mai : reconstitution de la troupe de la Comédie-Française à la salle Richelieu.
- Le journaliste Julien Louis Geoffroy entre au Journal des débats où il tient jusqu'à sa mort en 1814 une rubrique théâtrale régulière : il fonde ainsi la fonction de critique dramatique[1]

## Pièces de théâtre publiées
- The Banishment of Cicero, tragédie de Richard Cumberland, Londres, J. Walter
- Wallenstein, trilogie de Friedrich von Schiller

## Pièces de théâtre représentées
- 24 mai : François et Rouffignac de Joseph Patrat, Théâtre des Variétés, Paris.
- 29 juillet : Les Deux frères d’August von Kotzebue au Théâtre français, avec Baptiste aîné.
- L'Amore delle tre melarance [L'Amour des trois oranges] de Carlo Gozzi, Teatro San Samuele, Venise.
- le Testament, ou les Mystères d’Udolphe, drame en cinq actes de Lamartelière, Théâtre de la Gaîté, Paris.

## Naissances
- 6 juin : Alexandre Pouchkine, poète, dramaturge et romancier russe, mort le 10 février 1837.

## Décès
- 18 mai : Beaumarchais.
- 29 juillet : Antoine Le Blanc de Guillet, écrivain et dramaturge français, né le 2 mars 1730.
- 5 août : Rose-Perrine Le Roy de La Corbinaye, dite Madame Bellecour, actrice française, née le 20 décembre 1730.
- 1er octobre : Jean-Élie Bédéno Dejaure, auteur dramatique français, né le 26 août 1761.
- 10 novembre : Johann Christian Brandes, auteur dramatique et comédien allemand, né le 15 novembre 1735.
- 18 décembre : Préville, acteur français, né le 19 septembre 1721.